# Marie Stephan
Pour les articles homonymes, voir Stephan.
Marie Stephan, née le 14 mars 1996 à Cayenne en Guyane, est une joueuse professionnelle de squash représentant la France. Elle atteint en février 2025 la 44e place mondiale sur le circuit international, son meilleur classement. Elle est championne de France de 2022 à 2024.

## Biographie
En 2014, elle est finaliste des championnats d'Europe junior face à la Belge Nele Gilis.
Elle participe aux championnats du monde 2020-2021, s'inclinant au premier tour face à Zeina Mickawy. Elle devient championne de France en 2022 en battant Énora Villard en finale, titre qu'elle conserve en 2023 et 2024.

## Palmarès

### Titres
- Championnats de France : 3 titres (2022, 2023, 2024)

### Finales
- Championnats d'Europe junior : 2014